# 纪尧姆·迪费
纪尧姆·迪费（法語：Guillaume Dufay，發音：[ɡijom dyfa(j)i]；Dufay或作Du Fay、Du Fayt；1397年8月5日—1474年11月27日），法国-弗拉芒作曲家，中世纪和文艺复兴过渡期的代表性作曲家。

## 生平
15世紀法蘭德斯最偉大的作曲家。以康布雷大教堂少年聖歌隊員的身分接受教育，其後經由巴黎前往義大利，1420－26年在里米尼與佩沙洛的領主馬拉特斯塔家服務。

## 音乐
迪费的主要作品是弥撒曲、经文歌等当时主要的宗教音乐体裁的作品，此外还有不少世俗歌曲。他可能是最早使用世俗歌曲作为弥撒曲的定旋律的作曲家。他的音乐充满了热情的和声和感情丰富的旋律，预示着文艺复兴时期的艺术。